# Valhalla Idrottsplats
Il Valhalla Idrottsplats, comunemente abbreviato in Valhalla IP, è un impianto sportivo situato a Göteborg, in Svezia.
Oggi è di proprietà della società Higab, e gestito dalla società GotEvent.

## Storia
L'impianto è stato aperto nel 1964. Undici anni più tardi, è diventato il primo stadio svedese a ospitare un manto erboso in erba sintetica.
In vista dei campionati del mondo di atletica leggera 1995, disputati al vicino stadio Ullevi, il Valhalla IP è stato dotato di una pista di atletica per favorire il riscaldamento degli atleti. Essa è stata rimossa in occasione dei campionati europei di equitazione del 2017.
A partire dall'anno 2006 fino al 2021 ha ospitato le partite interne del Kopparbergs/Göteborg, formazione di calcio femminile laureatasi campione di Svezia al termine della Damallsvenskan 2020. Sempre per quanto riguarda il calcio femminile, l'impianto è utilizzato anche dal Göteborgs DFF sin dal 2013, anno in cui il club ha giocato il suo primo campionato partendo dalla Damer Division 4.
La società di calcio maschile dell'Örgryte, vista anche la demolizione del vecchio Gamla Ullevi, ha disputato qui due campionati di Superettan, rispettivamente nel 2007 e nel 2008 (anno della promozione in Allsvenskan). Il club rossoblu ha militato qui anche nel campionato di Division 1 del 2014, scelta forzata derivata dal fatto che il nuovo Gamla Ullevi quell'anno era già utilizzato da IFK Göteborg, Häcken e GAIS.
Il Qviding si è trasferito permanentemente al Valhalla IP dalla stagione 2008, a seguito della demolizione del Torpavallen.